# Regió de Zanzibar Central-Sud
Zanzibar Central-Sud és una de les trenta regions administratives en les quals està dividida la República Unida de Tanzània. La seva principal població és la ciutat de Koani.

## Districtes
Aquesta regió es troba subdividida internament en dos districtes:
- Central Unguja
- South Unguja

## Territori i població
La regió de Zanzibar Central-Sud té una extensió de territori que abasta una superfície de 854 quilòmetres quadrats. A més aquesta regió administrativa té una població de 94.504 persones. La densitat poblacional és de 111 habitants per cada quilòmetre quadrat de la regió.